# Playing with Fire
Az 1989-es Playing With Fire a Spacemen 3 utolsó előtti nagylemeze. Szerepel az 1001 lemez, amit hallanod kell, mielőtt meghalsz című könyvben.

## Az album dalai
|    | Cím                                | Szerző(k)      | Hossz |
| -- | ---------------------------------- | -------------- | ----- |
| 1. | Honey                              | Kember         | 3:01  |
| 2. | Come Down Softly to My Soul        | Pierce         | 3:46  |
| 3. | How Does It Feel?                  | Kember         | 7:58  |
| 4. | I Believe It                       | Kember         | 3:19  |
| 5. | Revolution                         | Kember         | 5:57  |
| 6. | Let Me Down Gently                 | Kember         | 4:29  |
| 7. | So Hot (Wash Away All Of My Tears) | Pierce         | 2:38  |
| 8. | Suicide                            | Pierce, Kember | 11:03 |
| 9. | Lord Can You Hear Me?              | Pierce         | 4:34  |

## Fordítás
Ez a szócikk részben vagy egészben a Playing with Fire (Spacemen 3 album) című angol Wikipédia-szócikk ezen változatának fordításán alapul.  Az eredeti cikk szerkesztőit annak laptörténete sorolja fel. Ez a jelzés csupán a megfogalmazás eredetét és a szerzői jogokat jelzi, nem szolgál a cikkben szereplő információk forrásmegjelöléseként.